# 普雷錫登特角

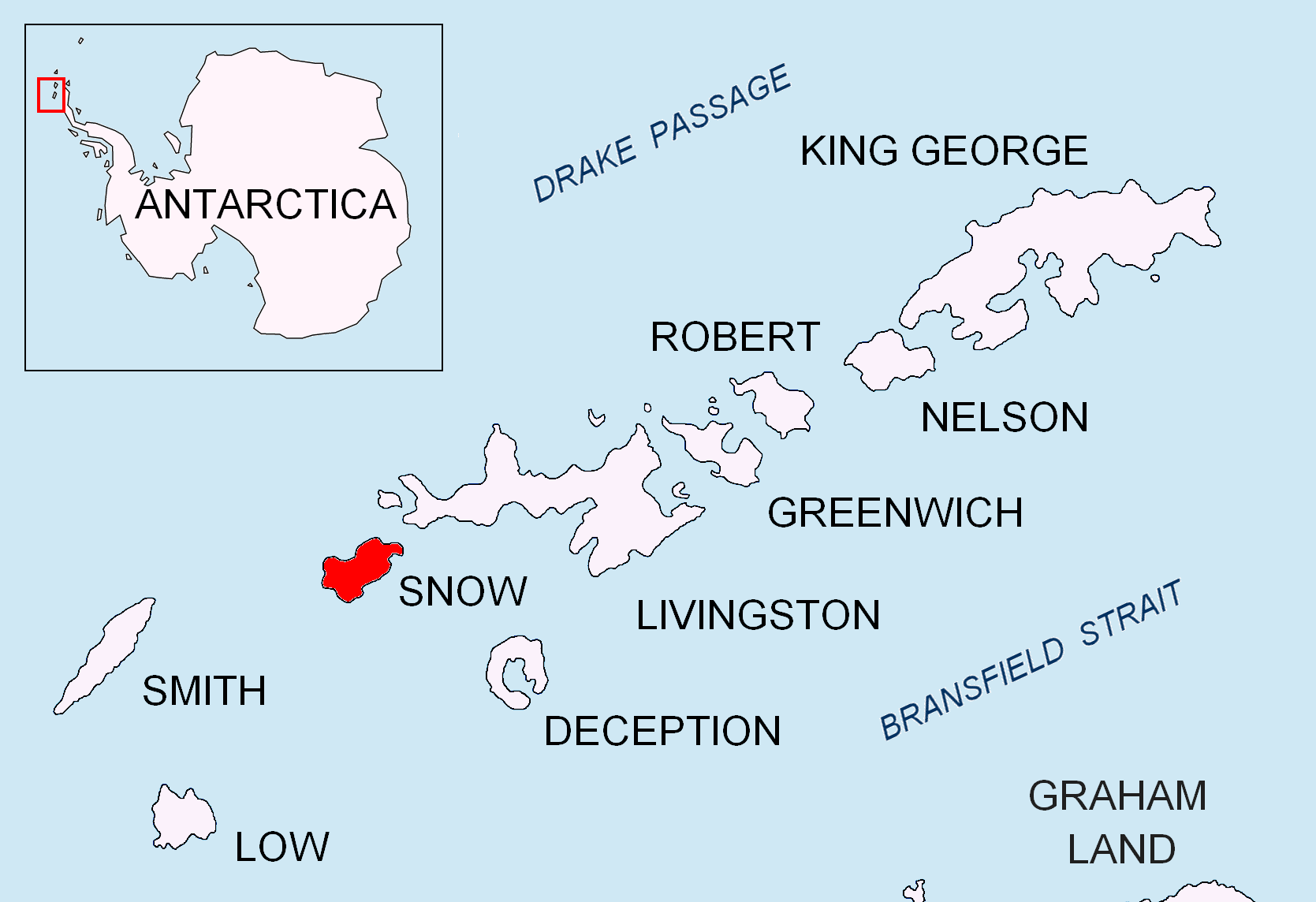

普雷錫登特角（英語：President Head）是南極洲的海岬，位於南設得蘭群島的雪島東端，長12.5公里、寬11.6公里，最高點海拔高度107米，現時由南極條約體系管理。

## 外部連結
- SCAR Composite Antarctic Gazetteer（页面存档备份，存于）.

62°43′34.7″S 61°12′05.8″W / 62.726306°S 61.201611°W